# Servei Civil Internacional
El Servei Civil Internacional és una organització pacifista que organitza accions de voluntariat per promoure la construcció de la pau i la transformació social.

## Origen

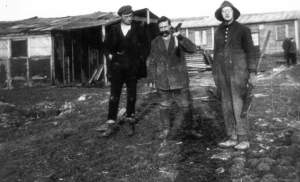
Primer camp de treball prop de Verdún l'any 1920.

L'organització sorgeix dels moviments pacifistes de diferents nacionalitats que s'agruparen entorn les idees humanistes, antibel·licistes i en defensa de la no-violència de l'enginyer suís Pierre Ceresole. Els seus seguidors feien accions de propaganda alhora que actuaven sobre el terreny, amb vocació de servei, prestant ajut social on la guerra havia fet estralls. L'any 1919, acabada la I Guerra Mundial organitzen la Trobada de Bilthoven als Països Baixos, de la qual sorgeix la idea de reunir voluntaris de diversos països per treballar en tasques de reconstrucció mitjançant un servei civil voluntari -normalment sota la forma de camps de treball- que fos una alternativa al servei militar obligatori. L'associació es crea l'any 1920 amb el nom de Service civil volontaire international, amb seu a Berna i amb Pierre Cérésole com a principal impulsor. També es van realitzar camps de treball en regions devastades per desastres naturals.
L'any 1937, sota el lideratge del secretari general del SCI, Rodolfo Olgiati, es va crear l'Ajuda Suïssa, una plataforma d'ONGs suïsses que va realitzar importants tasques d'ajuda humanitària durant la guerra d'Espanya, amb diverses seus a Madrid, Burjassot i Barcelona, on van treballar de forma conjunta amb els quàquers. Hi van participar, entre d'altres, Elisabeth Eidenbenz i Ruth von Wild, membres del SCI. L'Ajuda Suïssa va continuar treballant amb la població refugiada espanyola al sud de França i, en esclatar la Segona Guerra Mundial, va mantenir els mateixos sistemes d'ajut a la població més vulnerable. El SCI va ser present també en el decurs de la Guerra d'Algèria, en el context de la descolonització i de l'antimilitarisme.
Al llarg dels anys seixanta i setanta, la causa de l'objecció de consciència va continuar sent un dels pilars de l'acció del SCI, juntament amb projectes socials locals, programes internacionals de desenvolupament i la cooperació entre els països de l'Est i de l'Oest, en el context de la Guerra Freda.
Entre finals del segle XX i inicis de l'actual, van aparèixer noves branques i es va consolidar l'intercanvi de voluntaris com l'activitat principal del moviment, que segueix pivotant en la cultura de la pau. La branca catalana es va crear l'any 1982 i el 1987 se'n va establir una altra a Madrid. L'any 1998 es va crear a Anvers un secretariat general permanent i l'any 2017 es va modificar la constitució internacional per registrar el SCI com a "organització internacional sense ànim de lucre" d'acord amb la llei belga.
L'any 2020, en el marc del centenari del moviment, s'estan fent accions diverses, entre les quals l'edició del llibre del centenari, Words about Deeds, que recull la història del SCI.
Els arxius internacionals del SCI, situats a la localitat suïssa de La Chaux-de-Fonds, contenen importants documents i imatges de la història del moviment.

## Branques i grups del SCI[3]
La vinculació d'entitats locals al SCI es divideix entre els membres de ple dret que tenen estatus de branques i els membres associats que tenen estatus de grups. El comitè internacional del SCI decideix sobre l'estatus d'una entitat membre en funció de la seva constitució amb relació a les lleis del país, la seva organització interna i la seva infraestructura. Les branques d'àmbit nacional o estatal poden tenir els seus propis noms i poden fer servir la denominació "branca del SCI" en els seus documents. La taula següent mostra una panoràmica de les branques i grups del SCI. L'inici d'activitat es refereix majoritàriament al primer camp de treball organitzat per o en col·laboració amb el SCI.
| Continent       | País/Estat             | Organització                                            | Inici d'activitats | Estatus de branca | Comentari            |
| --------------- | ---------------------- | ------------------------------------------------------- | ------------------ | ----------------- | -------------------- |
| Àfrica          | Algèria                | SCI Algèria                                             | 1948               | 1952              | Dissolt el 1954      |
|                 | Maurici                | SVI Maurici                                             | 1960               | 1981              |                      |
|                 | Nigèria                | VWAN Nigèria                                            | 1963               | (2009)            | Grup SCI             |
| Àsia            | Bangladesh             | SCI Bangladesh                                          | 1962               | 1972              |                      |
|                 | Índia                  | SCI Índia                                               | 1934               | 1956              |                      |
|                 | Japó                   | SCI Japó                                                | 1958               | 1964              |                      |
|                 | Malàisia               | SCI Malàisia                                            | 1964               | 1992              |                      |
|                 | Nepal                  | SCI Nepal                                               | 1961               | 1994              |                      |
|                 | Pakistan               | SCI Pakistan                                            | 1951               | 1997              |                      |
|                 | Corea del Sud          | SCI Corea del Sud                                       | 1965               | ?                 |                      |
|                 | Sri Lanka              | SCI Sri Lanka                                           | 1960               | 1994              |                      |
| Austràlia       | Austràlia              | IVP Austràlia                                           | 1988               | (2002)            | Grup SCI             |
| Europa          | Albània                | PVN Albània                                             | 2005               | (2009)            | Grup SCI             |
|                 | Àustria                | SCI Àustria                                             | 1947               | 1949              |                      |
|                 | Belarús                | Nou Grup Belarús                                        | 1992               | (2000)            | Grup SCI             |
|                 | Bèlgica                | SCI Bèlgica                                             | 1947               | 1948              |                      |
|                 |                        | VIA Bèlgica                                             | 1946               | 1977              |                      |
|                 | Bulgària               | CVS Bulgària                                            | 1974               | 2004              |                      |
|                 | Croàcia                | VCZ Croàcia                                             | 1964               | 2007              |                      |
|                 | Dinamarca              |                                                         | 1948               | 1954              | Dissolt 1980         |
|                 | Finlàndia              | KVT Finlàndia                                           | 1947               | 1981              |                      |
|                 | França                 | SCI França                                              | 1920               | 1936              |                      |
|                 | Alemanya               | SCI Alemanya                                            | 1946               | 1948              |                      |
|                 | Gran Bretanya          | IVS Gran Bretanya Arxivat 2012-11-13 a Wayback Machine. | 1931               | 1948              |                      |
|                 | Grècia                 | SCI Hellas                                              | 1944               | 1992              |                      |
|                 | Hongria                | Utilapu Hongria                                         | 1966               | 2002              |                      |
|                 | Irlanda                | VSI Irlanda                                             | 1965               | 1973              |                      |
|                 | Itàlia                 | SCI Itàlia                                              | 1945               | 1948              |                      |
|                 | Moldàvia               | AVI Moldàvia                                            | 1962               | (2004)            | Grup SCI             |
|                 | Països Baixos          | VIA Netherlands                                         | 1941               | 1948              |                      |
|                 | Irlanda del Nord       | IVS Northern Ireland                                    | 1972               | 1987              | Dissolt entorn 2007  |
|                 | Noruega                | ID Noruega                                              | 1939               | 1948              |                      |
|                 | Polònia                | OWA Polònia                                             | 1947               | 1999              |                      |
|                 | Romania                | SCI Romania                                             | 1991               | 1998              |                      |
|                 | Sèrbia                 | VCV Sèrbia                                              | 2004               | 2008              |                      |
|                 | Eslovènia              | Voluntariat SCI Eslovènia                               | 1963               | 1998              |                      |
|                 | Espanya                | SCI Catalunya                                           | 1982               | 1989              | accions el 1937-1939 |
|                 |                        | SCI Madrid                                              | 1987               | 2001              | accions el 1937-1939 |
|                 | Suècia                 | IAL Suècia                                              | 1936               | 1969              |                      |
|                 | Suïssa                 | SCI Suïssa                                              | 1924               | 1948              |                      |
|                 | Ucraïna                | SVIT Ucraïna                                            | 2005               | 2009              |                      |
| Amèrica Llatina | Brasil                 | SVI Brasil                                              | 2008               | (2009)            | Grup SCI             |
|                 | Mèxic                  | SCM Mexico                                              | ?                  | (2007)            | Grup SCI             |
| Nord Amèrica    | Estats Units d'Amèrica | SCI-IVS USA                                             | 1956               | 1963?             |                      |